# Matte (Unterleger)

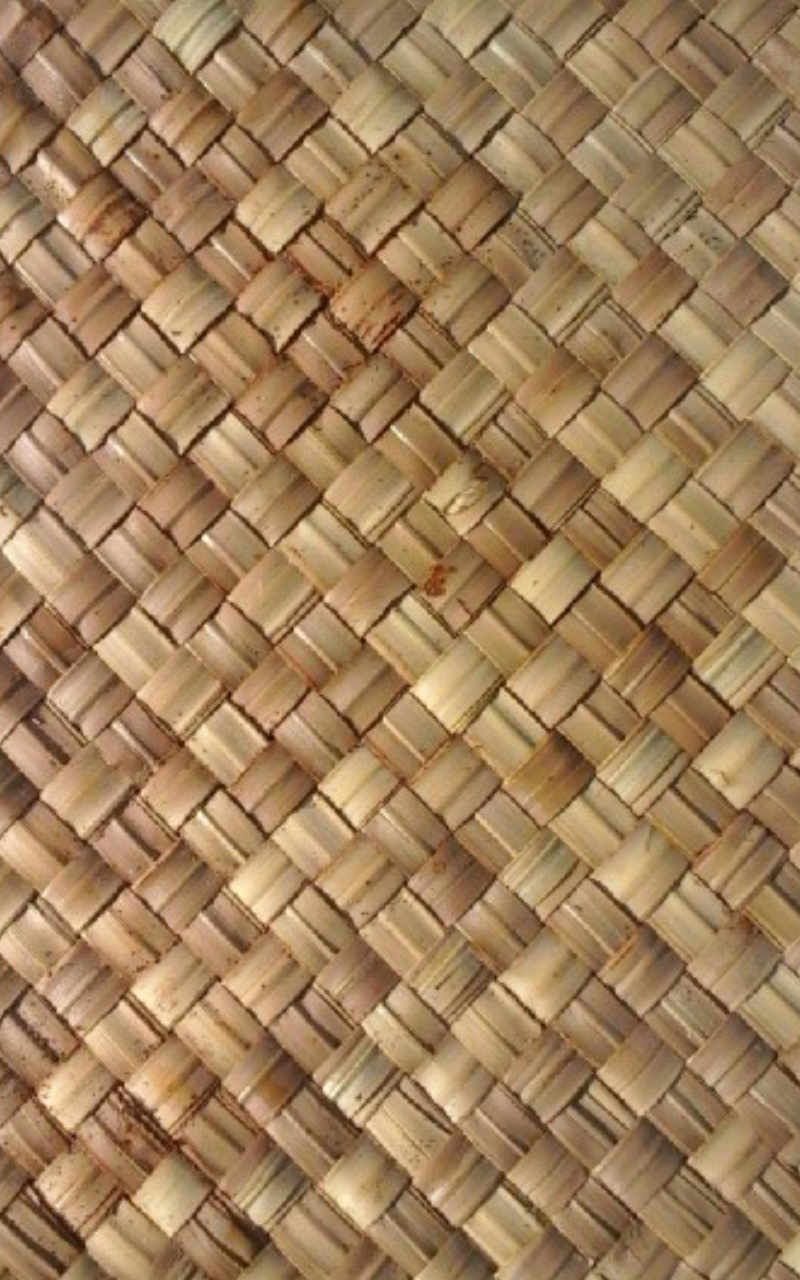
Flechtmatte aus Palmblättern

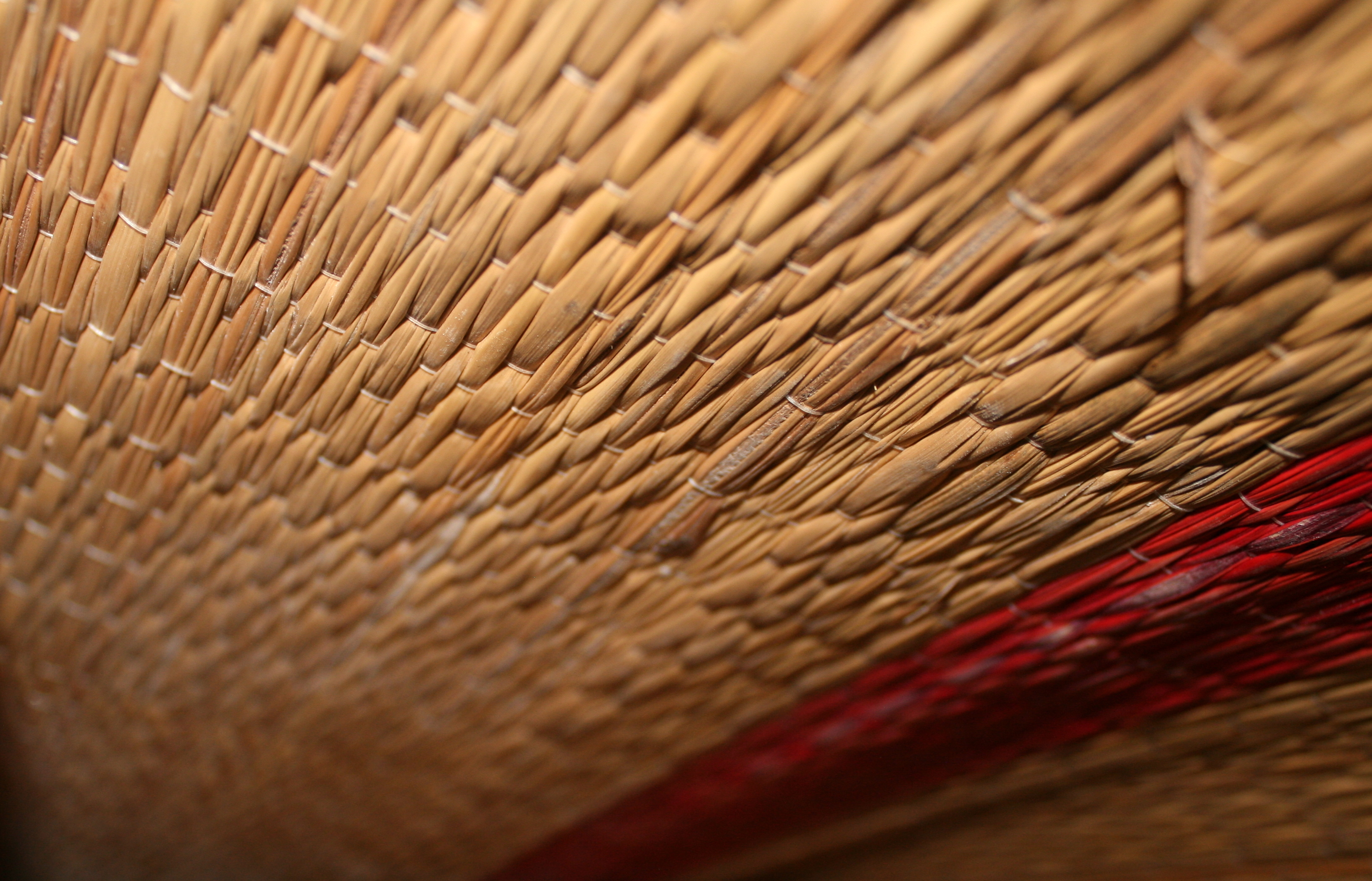
Flechtmatte aus Zypergras, Tamil Nadu, Südindien

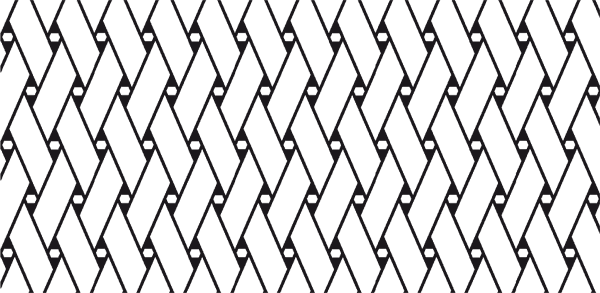
Flechtmatte der
Samen

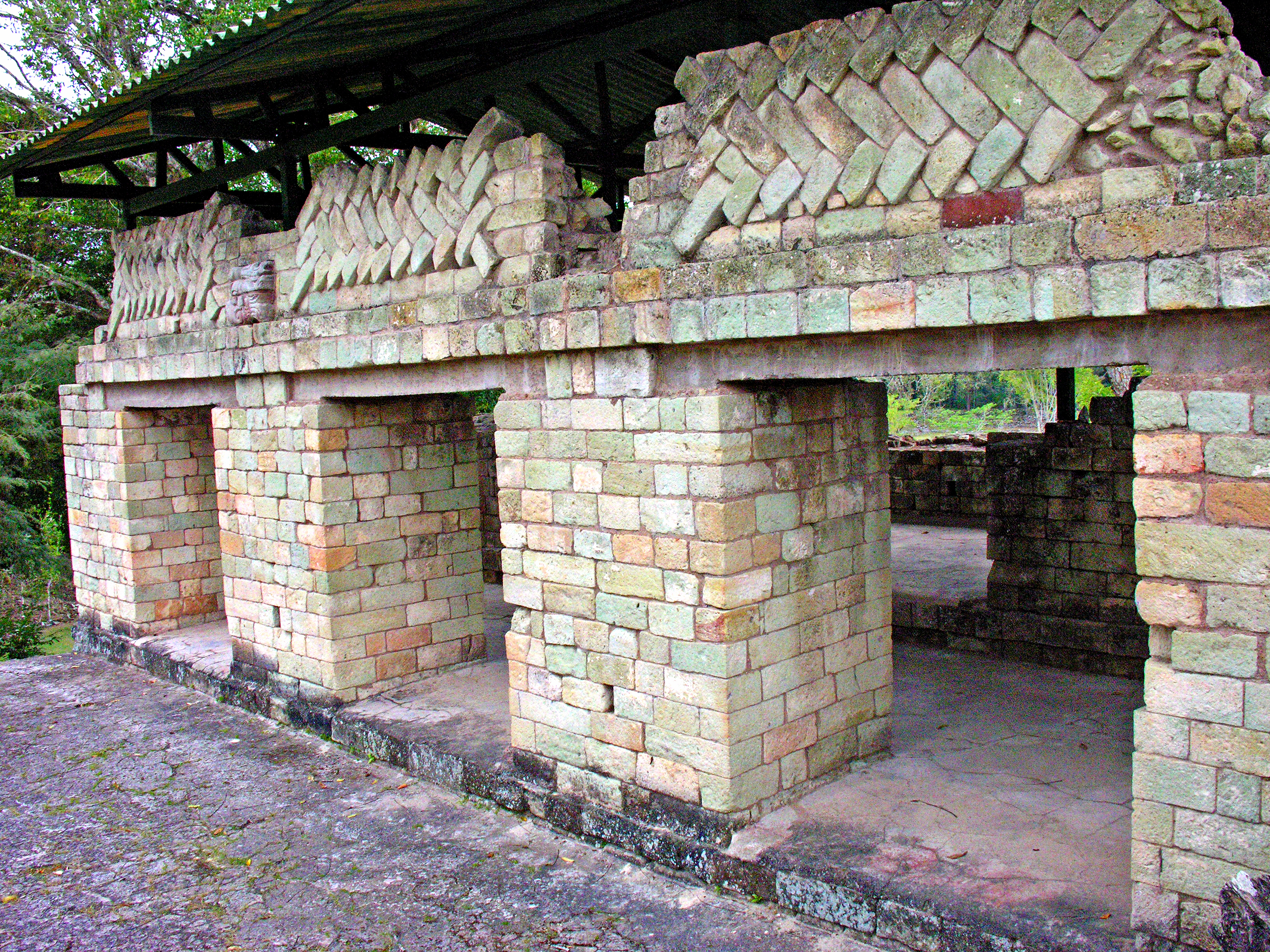
„Ratshaus“ mit Mattenmotiven aus leicht gewölbten Steinen in Copán

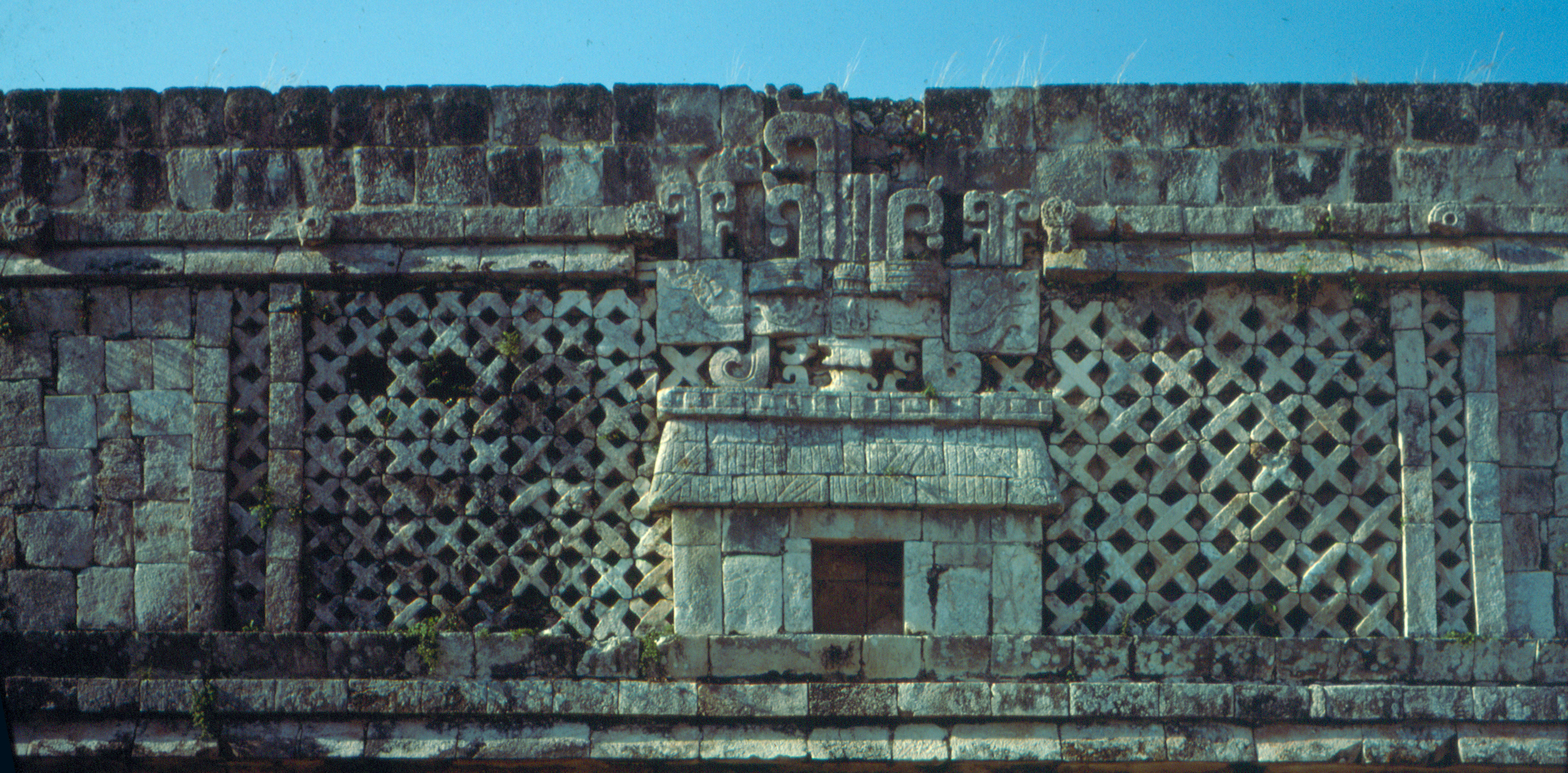
Rauten- oder Mattenmotiv in Uxmal

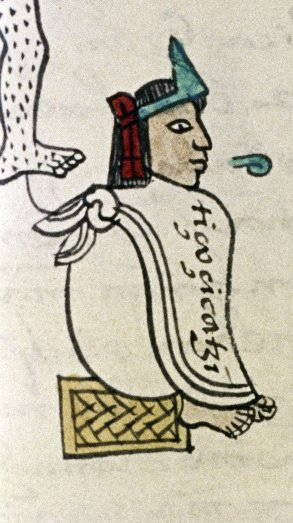
Auf einer Flechtmatte sitzender aztekischer „Sprecher“

Unterlegmatten gehören zu den ältesten Sitz- und Schlafgelegenheiten bereits vor, spätestens aber seit Beginn der Sesshaftigkeit des Menschen. Sie finden sich in den meisten Kulturräumen Afrikas, Asiens, Europas und Amerikas, doch sind ältere Exemplare aufgrund der verwendeten Naturmaterialien nicht erhalten; die grundlegenden Herstellungstechniken haben sich jedoch seit Jahrtausenden kaum verändert.
Anders als die zeitlich späteren in Webtechnik hergestellten Decken etc. wurden Flechtmatten in der Regel aus jeweils regional verfügbaren und weitestgehend unverarbeiteten Naturmaterialien (später dann auch aus Textilstreifen) hergestellt; durch das Flechten entstehen zumeist Schachbrett- oder (häufiger) Rautenmuster.

## Funktion
Unterlegmatten boten gleichermaßen Schutz vor Kälte und allzu großer Hitze sowie vor Bodeninsekten und aufsteigender Bodenfeuchte. Zuerst waren sie wahrscheinlich nur den jeweiligen Hausherren vorbehalten, aber schnell kamen auch andere Familienmitglieder in den Genuss ihrer vielfältigen Vorteile. Nachts wurden sie regelmäßig ausgerollt und bildeten eine isolierende Schlafunterlage. Man konnte auch ganze Räume mit Matten auslegen, was aber wohl nur selten vorkam.
All diese Funktionen erfüllen Matten in vielen Regionen der Erde noch heute, doch werden sie zumeist aus Plastikstreifen hergestellt. Kleinere Matten aus Naturmaterialien finden sich manchmal noch als Unterleger von Tellern und Tassen. An frühere Materialien und Funktionen erinnern noch die heutigen „Strandmatten“.

## Herstellung

### Schnürmatten
In der Größe variable Unterlegmatten wurden ursprünglich aus aneinandergelegten und untereinander mit Schnüren etc. verbundenen Gräsern, Bastfasern oder Binsen hergestellt, später dann aus dünnen Zweigen oder dünn geschnittenen Bambus- bzw. Rattanstreifen; wegen ihres geringen Gewichts konnten sie schnell an anderer Stelle ausgelegt oder aber aufgerollt und mitgenommen werden. Matten aus (alten) Stoffstreifen sind zwar leicht und flexibel, doch in der Regel nicht sehr lange haltbar.

### Flechtmatten
Flechtmatten aus Palmblättern oder Zypergras (Cyperus) sind meist noch leichter, aber auch brüchiger; ein Auf- oder Ausrollen ist somit kaum möglich. Sie können tagsüber nur übereinander gestapelt oder hintereinander an die Wand gestellt werden.

## Hängende Matten
An Türen und Fenstern sowie als Raumteiler schützen herabhängende Matten vor ungewollten Blicken und/oder vor Sonnenlicht, Wind, Flugsand, Insekten, Vögeln etc. Je nach Material und Wetterlage können sie binnen Sekunden aufgerollt und zu einer Rolle zusammengebunden werden.

## Symbolik
In Copán, Honduras, existiert ein sog. „Ratshaus“ (popol nah) mit Mattenmotven über den drei Eingängen. Einige der Maya-Herrscher von Copán und andernorts tragen kleine aufgerollte Matten an ihren Hüftgürteln; sie geben sich auf diese Weise als „Herren der Matte“ zu erkennen. Im nachaztekischen Codex Mendoza finden sich mehrere Bilder mit sitzenden Herrschern (tlatoani) auf Flechtmatten. Viele antike Rautenmuster sind von Flechtmatten abgeleitet und/oder können als „steinerne Matten“ interpretiert werden.